# Horstkurtcaris delamarei
Horstkurtcaris delamarei is een eenoogkreeftjessoort uit de familie van de Parastenocarididae. De wetenschappelijke naam van de soort is voor het eerst geldig gepubliceerd in 1958 door Chappuis in Chappuis & Delamare Deboutteville.